# Bertoletti
Bertoletti è una casa di moda produttrice di capi di lusso, fondata nel 1882 da Francesco Bertoletti, pellicciaio e padre di Nino, che per alcuni anni lavorò nell'attività industriale di famiglia, prima di affermarsi come pittore del '900 italiano.

## Storia

### Gli inizi
Già a partire dall'edizione del 1895 della Guida Monaci, è riportata la prima sede della ditta, aperta in via Nazionale a Roma,. Dopo il fondatore Francesco, nel secondo dopoguerra l'azienda è guidata dal commendatore Cesare Bertoletti, capitano pilota e comandante di squadriglia caccia durante la prima guerra mondiale.

### Alta Moda
Nel 1968 la ditta entra nella Camera Nazionale della Moda Italiana, con i modelli disegnati da André Laug e Silvano Malta e fotografati da Johnny Moncada e da Bob Krieger. Nel 2009 la Origin Assured include la pellicceria Bertoletti tra i marchi che utilizzano pelli provenienti da paesi, in cui sono in vigore le norme per il rispetto per gli animali. Dal 2011 Bertoletti è Azienda Storica di Eccellenza, riconosciuta dalle Istituzioni come patrimonio della città ed inserita nell'Albo di Roma Capitale Nel 2012 è stata riconosciuta Impresa Storica d'Italia, inserita nel Registro Nazionale Unioncamere.

### Attività d'oggi
Bertoletti dal 2011 è inserito nell’Albo dei negozi storici sul sito del Comune di Roma.
Nel 2013 espone, presso il Museo delle arti e tradizioni popolari di Roma, due capi iconici rappresentativi di 100 anni di storia, per la mostra, patrocinata dalla Camera Nazionale della Moda Italiana, di Alta Roma e del Ministero dei Beni Culturali: "La seduzione dell'artigianato, ovvero il bello e ben fatto", a fianco dei nomi più prestigiosi della moda italiana nel mondo.
Nel 2014 è protagonista, con una serie di bozzetti autentici dell'epoca, alla mostra "Roma 1914 storie della Città", promossa per Roma Capitale dall'Assessorato alla Cultura, Creatività e Promozione Artistica, Sovrintendenza Capitolina ai Beni Culturali, presso i Mercati di Traiano, al Museo dei Fori Imperiali.
Dal 2018 Francesco Bertoletti è Commissario dell’Associazione Italiana Pellicceria, Regione Lazio, Abruzzo e Molise.
Dal 2022 Bertoletti è tra le Aziende Italiane che aderiscono al programma mondiale Furmark® che garantisce la tracciabilità e il pieno rispetto in tutta la filiera produttiva ed ecosostenibile delle materie utilizzate.
Bertoletti dal 2023 è stato inserito nell’elenco regionale delle botteghe e attività storiche (L.R. 1/2022 -R.R. 11/2022) Anno 2023 - Determinazione Regione Lazio 5 dicembre 2023 n. G16355.
Attualmente, alla quarta generazione, è diretta da Francesco Bertoletti. Dal 2015 al 2020 è stato  official e-tailer della K-WAY, unico per la città di Roma e centro Italia, per la produzione di rimesse a modello, per i Clienti Kway. Dal 2015 la Maison Bertoletti 1882 entra ufficialmente a far parte di Edaole, noto network on-line, dedicato allo shopping alto di gamma, presente inoltre, sotto forma di applicazione mobile per smartphone e tablet. Edaole, guida shopping di riferimento nelle metropoli, è prevalentemente destinato ai turisti cinesi e a uomini d'affari, in viaggio nelle grandi città d'Europa. Questa partnership simboleggia l'apertura di Bertoletti 1882, verso le nuove tecnologie di acquisto e conferma la volontà d'inserimento nel mercato internazionale. Edaole e Bertoletti 1882 garantiscono ai futuri acquirenti prodotti di lusso e di qualità, ovvero l'eccellenza.